# Puchar Lavera 2021
Uzasadnienie:  ta sama edycja (czwarta) tylko przeniesiona
Puchar Lavera 2021, ang. The 2021 Laver Cup – czwarta edycja międzynarodowego, drużynowego turnieju tenisowego o Puchar Lavera, która odbyła się w dniach 24–26 września 2021 roku w TD Garden w Bostonie w Stanach Zjednoczonych.
W turnieju wzięło udział dwunastu zawodników, podzielonych na Drużynę Europejską i Drużynę Światową, a funkcję kapitanów pełnili Björn Borg i John McEnroe.
Po raz czwarty z rzędu Puchar Lavera wywalczyła Drużyna Europejska w składzie: Daniił Miedwiediew, Stefanos Tsitsipas, Alexander Zverev, Andriej Rublow, Matteo Berrettini, Casper Ruud.

## Okoliczności i przebieg turnieju
Turniej o Puchar Lavera w Bostonie miał zostać rozegrany we wrześniu 2020 roku, ale 17 kwietnia 2020 został przesunięty na kolejny rok z powodu pandemii COVID-19. Zakupione bilety zachowały ważność, a swój udział w czwartej edycji potwierdził Roger Federer.
Stanowiska kapitanów drużyn ponownie objęli Björn Borg i John McEnroe.
4 listopada 2020 do grona zawodników Drużyny Europejskiej dołączył Dominic Thiem, a 16 lipca 2021 Matteo Berrettini.
21 lipca trzema pierwszymi uczestnikami w składzie Drużyny Światowej zostali: Denis Shapovalov, Félix Auger-Aliassime i Diego Schwartzman.
18 sierpnia podano, że Federer i Thiem wycofali się z rywalizacji (odpowiednio z powodu operacji kolana i kontuzji nadgarstka), a Drużynę Europejską reprezentować będą: Alexander Zverev, Stefanos Tsitsipas, Daniił Miedwiediew i Andriej Rublow.
19 sierpnia Nick Kyrgios, John Isner i Reilly Opelka uzupełnili skład Drużyny Światowej.
Drużyna Europejska zdobyła swój czwarty Puchar Lavera, zwyciężając wynikiem 14–1. Jedyny punkt dla Drużyny Światowej wywalczyli w pierwszym dniu rozgrywek Isner i Shapovalov.

## Uczestnicy turnieju

### Drużyna Europejska
- Kapitan:  Bjorn Borg
- Zastępca kapitana:  Thomas Enqvist

| Tenisista          | Ranking ATP | Wyniki w Pucharze Lavera    |
| Daniił Miedwiediew | 2           | debiut                      |
| Stefanos Tsitsipas | 3           | debiut                      |
| Alexander Zverev   | 4           | zwycięstwo 2017, 2018, 2019 |
| Dominic Thiem      | 6           | zwycięstwo 2017, 2019       |
| Andriej Rublow     | 7           | debiut                      |
| Matteo Berrettini  | 8           | debiut                      |
| Roger Federer      | 9           | zwycięstwo 2017, 2018, 2019 |
| Casper Ruud        | 11          | debiut                      |
| Feliciano López    | 108         | zawodnik rezerwowy          |

### Drużyna Światowa
- Kapitan:  John McEnroe
- Zastępca kapitana:  Patrick McEnroe

| Tenisista             | Ranking ATP | Wyniki w Pucharze Lavera |
| Denis Shapovalov      | 10          | finał 2017, 2019         |
| Diego Schwartzman     | 14          | finał 2018               |
| Félix Auger-Aliassime | 15          | debiut                   |
| John Isner            | 22          | finał 2017, 2018, 2019   |
| Reilly Opelka         | 24          | debiut                   |
| Nick Kyrgios          | 85          | finał 2017, 2018, 2019   |
| Jack Sock             | 161         | zawodnik rezerwowy       |

## Mecze turniejowe
| Data                         | Drużyna Europejska                 | Wynik                | Drużyna Światowa                        | Punkty |
| 21 września (mecze po 1 pkt) | Casper Ruud                        | 6:3, 7:6(4)          | Reilly Opelka                           | 1–0    |
| 21 września (mecze po 1 pkt) | Matteo Berrettini                  | 6:7(3), 7:5, 10–8    | Félix Auger-Aliassime                   | 2–0    |
| 21 września (mecze po 1 pkt) | Andriej Rublow                     | 4:6, 6:3, 11–9       | Diego Schwartzman                       | 3–0    |
| 21 września (mecze po 1 pkt) | Matteo Berrettini Alexander Zverev | 6:4, 6:7(2), 1–10    | John Isner Denis Shapovalov             | 3–1    |
| 22 września (mecze po 2 pkt) | Stefanos Tsitsipas                 | 6:3, 6:4             | Nick Kyrgios                            | 5–1    |
| 22 września (mecze po 2 pkt) | Alexander Zverev                   | 7:6(5), 6:7(6), 10–5 | John Isner                              | 7–1    |
| 22 września (mecze po 2 pkt) | Daniił Miedwiediew                 | 6:4, 6:0             | Denis Shapovalov                        | 9–1    |
| 22 września (mecze po 2 pkt) | Andriej Rublow Stefanos Tsitsipas  | 6:7(8), 6:3, 10–4    | John Isner Nick Kyrgios                 | 11–1   |
| 23 września (mecze po 3 pkt) | Andriej Rublow Alexander Zverev    | 6:2, 6:7(4), 10–3    | Reilly Opelka Denis Shapovalov          | 14–1   |
| 23 września (mecze po 3 pkt) | Alexander Zverev                   | nie rozegrano        | Félix Auger-Aliassime                   | –      |
| 23 września (mecze po 3 pkt) | Daniił Miedwiediew                 | nie rozegrano        | Diego Schwartzman                       | –      |
| 23 września (mecze po 3 pkt) | Stefanos Tsitsipas                 | nie rozegrano        | John Isner                              | –      |
| Mecz pokazowy                | Daniił Miedwiediew Casper Ruud     | 3:6, 3:6             | Félix Auger-Aliassime Diego Schwartzman | –      |
| Wynik                        | Drużyna Europejska                 | 14–1                 | Drużyna Światowa                        |        |